# Vindesine
Vindesine là một alcaloid vinca chống phân bào được sử dụng trong hóa trị liệu. Nó được sử dụng để điều trị nhiều loại ung thư khác nhau, bao gồm ung thư máu, ung thư hạch, khối u ác tính, ung thư vú và ung thư phổi.